# Personal Unblocking Key

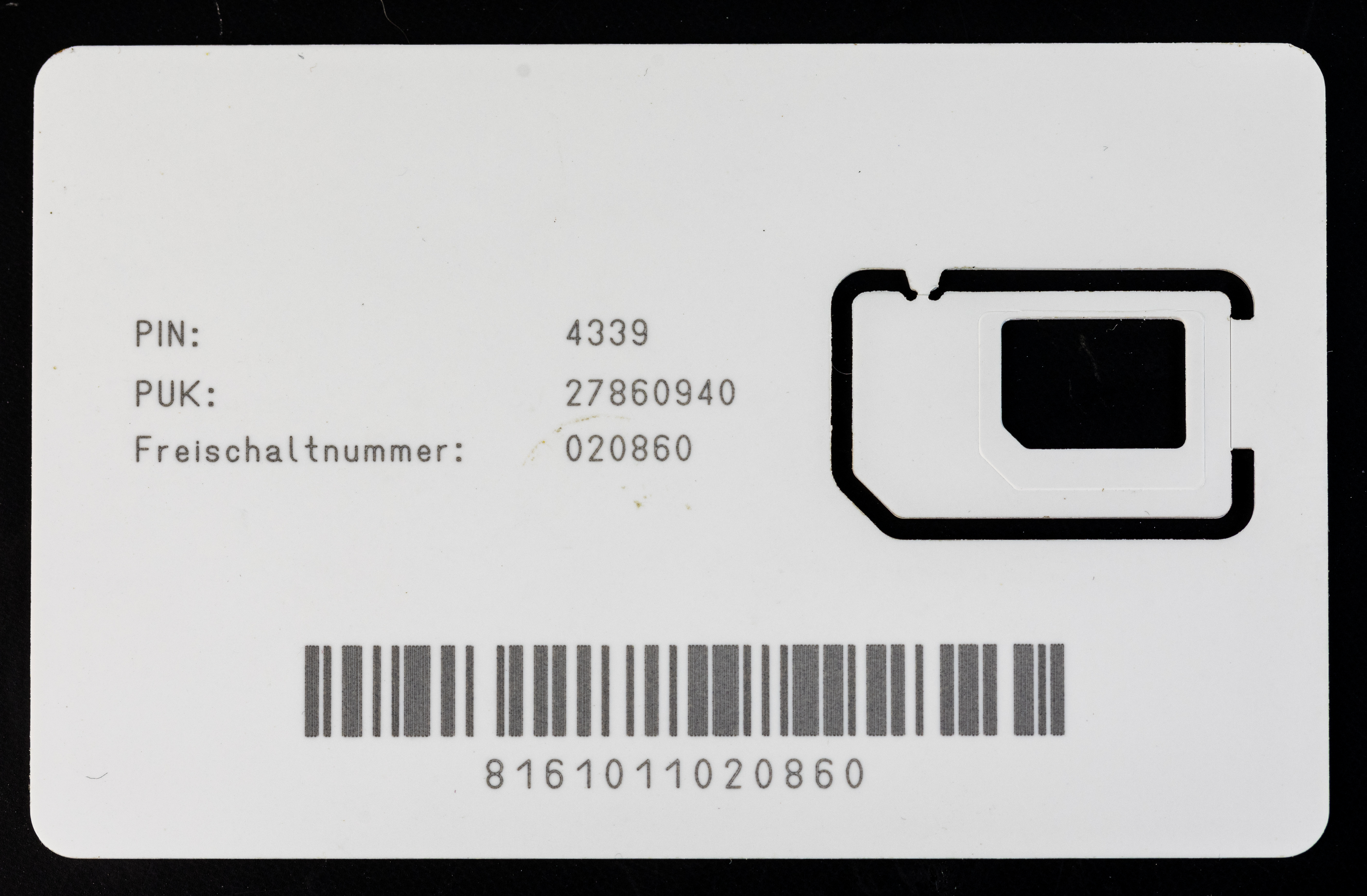
Full-Size-SIM-Karte mit PIN und PUK sowie einer Freischaltnummer

Ein Personal Unblocking Key (PUK, oft auch SuperPIN) ist ein elektronischer Schlüssel, der zum Entsperren einer Chipkarte dient, nachdem eine  PIN mehrmals falsch eingegeben worden ist. Beispiele für solche Chipkarten sind SIM-Karten oder der deutsche Personalausweis mit eID-Funktion.

## SIM-Karte
Bei einer SIM-Karte dient der PUK zum Entsperren, falls die Personal Identification Number (PIN) mehrfach, üblicherweise dreimal, hintereinander falsch eingegeben wurde. Der PUK ist nicht im Mobiltelefon gespeichert, sondern an die SIM-Karte gebunden und kann beim Hersteller in Erfahrung gebracht werden. Der PUK hat üblicherweise acht Stellen.
Der PUK darf nicht beliebig oft falsch eingegeben werden. Nach acht bis zehn Fehlversuchen wird die SIM-Karte unwiderruflich gesperrt. Dann muss vom Netzbetreiber eine neue SIM-Karte angefordert werden. Dies ist gegebenenfalls mit Kosten und Wartezeit verbunden.
Während der PUK zum Entsperren der PIN dient, dient der PUK2 der Entsperrung der PIN2.

## Personalausweis in Deutschland
Wird beim neuen deutschen Personalausweis die eID-Funktion genutzt, kommt es auch hier bei dreimaliger Fehleingabe der PIN zu einer Sperre, die mit dem PUK aufgehoben werden kann. Der PUK wird zusammen mit der PIN von der Bundesdruckerei in einem speziellen Brief versandt und kann maximal zehnmal eingesetzt werden. 